# IWork.com

iWork.com — веб-сервис Apple для пользователей по совместному использованию документов, электронных таблиц и презентаций iWork ’09 в Интернете. Проект был закрыт 31 июля 2012.
iWork.com не имел отношения к iCloud.

## Хронология версий
- 2009, 6 января — анонс iWork.com в версии «Public Beta».[1]
- 2009, 30 сентября — Apple запускает новую версию сервиса iWork.com.[2]
- 2012, 31 июля — закрыт.

### Разработка сервиса
Специалисты утверждали, что при создании данного сервиса разработчики Apple использовали JavaScript-фреймворк SproutCore.

## О ресурсе
- Для работы в iWork.com необходимо иметь Apple ID и установленную копию iWork.
- Выделяемое дисковое пространство на iWork.com для каждого пользователя = 1 Гигабайт.
- Работать в iWork.com можно с платформ Mac или PC.
- iWork.com поддерживал загрузку файлов Pages '09, Keynote '09, Numbers '09.
- Пользователь мог также загружать документы в форматах Microsoft Office и .PDF.